# Willem Nolen

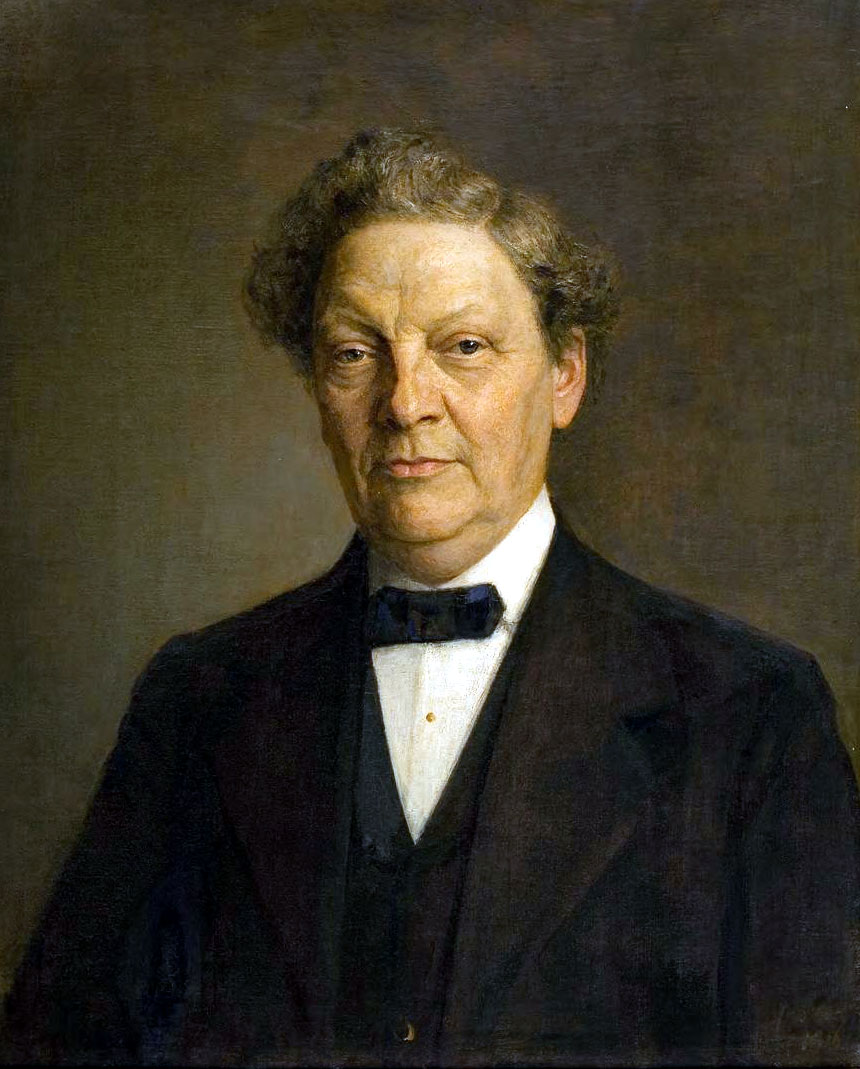
Willem Nolen

Willem Nolen (* 31. Juli 1854 in Rotterdam; † 24. März 1939 in Den Haag) war ein niederländischer Mediziner.

## Leben
Willem war der Sohn des gleichnamigen Arztes Willem Nolen (* 19. Juli 1820 in West-Bardenrecht; † 3. Januar 1864 in Rotterdam) und dessen am 3. Mai 1843 in Rotterdam geheirateten Frau Jenneke Braacx (* 14. Mai 1814 in Rotterdam; † 30. April 1857 ebd.). Nach dem Besuch des Erasmusgymnasiums in Rotterdam, immatrikulierte er sich am 5. Oktober 1872 die Universität Leiden um Medizin zu studieren. Nachdem er ein Jahr lang als Assistent bei Samuel Sigmund Rosenstein gearbeitet hatte, promovierte er am 27. Oktober 1880 mit der Arbeit Rheumatismus gonorrhoricus zum Doktor der Medizin. Danach arbeitete er elf Jahre lang als Arzt in Rotterdam und wurde am 13. Dezember 1890 zum Professor der inneren Medizin und Arzneimittellehre in Leiden berufen, welche Aufgabe er am 4. Februar 1891 mit Rede Bactreiologie en geneeskunde antrat. Am 15. Juni 1904 wurde er von seiner Professur der Arzneimittellehre entbunden und war 1906/07 Rektor der Alma Mater. Nolen widmete sich vor allem der Bekämpfung der Tuberkulose, hatte die Leidsche Vereinigung zur Bekämpfung der Tuberkulose gegründet und wurde deren Vorsitzender.
Zudem war er Mitarbeiter der niederländischen zentralen Vereinigung zur Bekämpfung der Tuberkulose und wurde Vorsitzender der Tuberkulose Studienkommission dieser Vereinigung. Er hatte am deutschen Handbuch der Tuberkulose mitgewirkt und war 1932 Vorsitzender des achten Kongresses der internationalen Union gegen die Tuberkulose. Literarisch erschien aus seiner Feder Klinische voordrachten (1900) und Levensverzekering-geneeskunde (1923). Zudem hatte er zahlreiche Aufsätze in der niederländischen Tijdschrift voor Geneeskunde, den Geneeskundigen Bladen, der niederländischen Maandschrift voor Geneeskunde und in deutschen medizinischen Zeitschriften verfasst. Am 5. Juni 1924 legte er seine Professur nieder und wurde am 15. September 1924 emeritiert. Danach zog Nolen nach Den Haag, wo er von 1925 bis 1930 als Direktor am Rot-Kreuz-Krankenhaus wirkte und danach noch als medizinischer Berater der Stadt agierte. Man ernannte ihn zum Ritter des Ordens vom niederländischen Löwen und er erhielt die Ehrendoktorwürde der Universität Uppsala.

## Familie
Nolen verheiratete sich am 31. Mai 1883 in Sint-Oedenrode mit Daniella Anna de Chaufepie (* 31. März 1856 in Sint-Oedenrode; † 19. Januar 1928 Den Haag), die Tochter des George Jean Jacques de Chaufepie (* 29. Januar 1826 in Amsterdam; † 30. Juni 1904 in Leiden) und dessen Frau Henriëtte Catherine Büchler (* 11. Dezember 1830 in Amsterdam; † 14. Mai 1872 Sint-Oedenrode). Aus der Ehe stammen Kinder. Von diesen kennt man:
- Willem Nolen (* 20. Januar 1885 in Rotterdam; 25. Februar 197?) verh. am 7. März 1912 in Katwijk mit Catharina van Walsem (* 21. März 1891 in Katwijk; † 22. August 1969 in Velp)
- NN. Nolen (* u. † 21. August 1887 in Rotterdam)
- Henri George Nolen (* 30. Juni 1890 in Rotterdam; † 8. April 1986 in Rheden) wurde Professor für Elektrotechnik, verh. am 24. Februar 1916 in Katwijk mit Huberta Gerarda van Walsem (* 13. März 1894 in Katwijk; † 13. April 1976 in Ede)
- Daniel Nolen (* 29. November 1893 in Leiden) verh. 1927 Henriette Daliana Agnes Buisman (* 1897)